# Турбуленција (авион)
Турбуленција код лета авионом представља неправилне покрете авиона, заправо реакције авиона на турбулентне средине (области с кишом, суснежицом, грмљавином, муњама, јаким ветровима, маглом...), карактеристичне вибрацијама, климањем или присилним променама висине.